# Lazar Marjanović
Lazar Marjanović (Лазар Марјановић; sinh 8 tháng 9 năm 1989) là một cầu thủ bóng đá Serbia thi đấu cho FK Krupa ở Giải bóng đá ngoại hạng Bosna và Hercegovina.

## Danh hiệu
Diósgyőr
- Ligakupa (1): 2013–14